# 巴爾的摩賓夕法尼亞車站
巴尔的摩賓夕法尼亞車站（英文全称：Baltimore Pennsylvania Station），英文簡稱：Penn Station）是美國馬里蘭州巴爾的摩的主要鐵路客運車站與樞紐。由紐約建築師肯尼斯·麥肯齊·馬爾基森設計，於1911年為賓夕法尼亞鐵路興建，為布雜藝術風格的建築。其位於查爾斯街1515號，約於巴爾的摩市中心與巴爾的摩內港以北1.5英里處。最初由於其為賓夕法尼亞鐵路與西馬里蘭鐵路共同使用的車站，故稱聯合車站。之後在1928年更名為賓夕法尼亞車站以與其他性質類似的車站統一命名。
車站主體位於兩條地塹（其一為83號州際公路通過，另一為美铁的東北走廊軌道通過）之間的高起地帶。美铁的東北走廊由南方經過巴爾的摩與波多馬克隧道抵達本站。該雙線隧道於1873年啟用，長7660英尺，但其急彎、陡坡、時速30英里的速限，使其成為東北走廊中最嚴重的瓶頸地帶。車站北方東北走廊則經由联合隧道通過，其於1873年啟用，有一單線隧道與一雙線隧道。

## 歷史
巴爾的摩賓夕法尼亞車站於1911年9月15日啟用。這是在查爾斯街此處的第三個火車站。第一個火車站是北方中央鐵路的木造車站，於1873年啟用。在1886年該車站改建為三層樓建築的查爾斯街聯合車站，建築主體較街道路面為低，有一斜坡車道通到車站大門與列車車棚（大小為 76 乘 360 英尺，亦即 23.16 乘 109.73 公尺）。
舊車站在1910年一月拆除，但又于1984年恢复原样

## 服务
本站有美鐵、馬里蘭區域通勤鐵路列车经停，同时也是巴爾的摩輕軌的車站之一。美铁的阿西乐特快和东北区域号可前往东北走廊上的大部分车站，部分东北走廊号列车可前往弗吉尼亚州的部分城市，此外还有部分长途列车停靠。馬里蘭區域通勤鐵路（MARC）提供华盛顿特区和佩利維爾间的通勤列车服务。
輕軌紅線列車行駛於本站至康登站之間。雖然巴爾的摩輕軌於巴爾的摩市與巴爾的摩郡的大部分路線是使用以前的北方中央鐵路的路線，但通往賓州車站的支線卻是例外。賓州車站的輕軌部分在1997年開始營運。
此外可转乘馬里蘭運輸局第3、11、61、64路公車，Charm City Circulator免費公車紫線、約翰霍普金斯大學交通車、閃電巴士（BoltBus）；本站目前無免費公共停車場，但有550個收費停車位。
依照每年旅客人次計算，巴爾的摩賓夕法尼亞車站是美國第八繁忙的車站。2012年每天有3301位旅客搭乘馬里蘭區域通勤鐵路賓州線南下。

## 外部連結
- Amtrak - Stations - Baltimore Pennsylvania Station
- Baltimore Penn(Amtrak-MARC-BLR) Station (USA RailGuide -- TrainWeb) （页面存档备份，存于）

All of the following are filed under Baltimore, Independent City, MD:
- 美国历史建筑调查（HABS） No. MD-1015, "Baltimore Union Station, Driveways, North of Jones Falls Expressway, between Charles Street & Saint Paul Street", 27 photos, 20 data pages, 3 photo caption pages
- Historic American Engineering Record (HAER) No. MD-50, "Union Junction Interlocking Tower, Bounded by Federal, Guilford, Royal, and Calvert Streets", 6 photos, 15 data pages, 1 photo caption page
- HAER No. MD-163, "Baltimore & Potomac Interlocking Tower, Adjacent to AMTRAK railroad tracks in block bounded by Howard Street, Jones Falls Expressway, Maryland Avenue & Falls Road", 11 photos, 27 data pages, 2 photo caption pages